# Марк Требоний
Марк Требоний (на латински: Marcus Trebonius) e римски политик през 4 век пр.н.е. Произлиза от плебейската фамилия Требонии.
През 383 пр.н.е. Марк е консулски военен трибун с още петима колеги.